# Kepler-419
Kepler-419, precedentemente conosciuta come KOI-1474, è una stella nella costellazione del Cigno, attorno alla quale sono stati scoperti due pianeti extrasolari giganti gassosi, confermati nel 2014 sulla base dei dati inviati dal telescopio spaziale Kepler.

## Caratteristiche
La stella è di tipo spettrale F, più calda massiccia del Sole, ed è anche più giovane, con un'età stimata in 2,8 ± 1,3 miliardi di anni, e per questo motivo, essendo l'età di una stella inversamente proporzionale alla sua massa, sta probabilmente terminando l'idrogeno nel suo nucleo, uscendo dalla sequenza principale.

## Sistema planetario
I pianeti sono caratterizzati da un'alta eccentricità orbitale, soprattutto per quel riguarda il più interno, Kepler-419 b, un Giove eccentrico con una massa 2,5 volte quella di Giove che ruota in circa 70 giorni attorno alla stella madre, con un'eccentricità estremamente alta, pari a 0,833. Il pianeta c, che ha un semiasse maggiore di 1,68 UA e orbita attorno alla stella in 675 giorni, ha una massa 7,3 volte quella di Giove, e un'eccentricità minore di quella del pianeta interno, pari a 0,184. Quest'ultimo pianeta non è stato scoperto con il metodo del transito come il pianeta b, ma col metodo della variazione nei tempi di transito (TTV) sulla base degli studi sui transiti di b.
Kepler-419 è una stella di classe F V un po' più calda e massiccia del Sole e il pianeta più esterno si trova a una distanza media dalla stella dove la temperatura sarebbe adeguata per aver acqua liquida in superficie su una sua eventuale esoluna di tipo roccioso, tuttavia la grande eccentricità orbitale causa grandi variazioni stagionali a seconda del punto della sua orbita nel quale si trova, e la variazione di distanza dalla stella renderebbe le condizioni proibitive per lo sviluppo di forme di vita complessa.
Sotto, un prospetto del sistema di Kepler-419.

## Prospetto
| Pianeta | Tipo            | Massa   | Raggio  | Periodo orb.   | Sem. maggiore | Eccentricità |
| ------- | --------------- | ------- | ------- | -------------- | ------------- | ------------ |
| b       | Gigante gassoso | 2,77 MJ | 1,12 rJ | 69,7546 giorni | 0,3745 UA     | 0,833        |
| c       | Gigante gassoso | 7,65 MJ | 1,13 rJ | 675,47 giorni  | 1,697 UA      | 0,179        |